# Beli bizeljčan
Beli bizeljčan je kakovostno suho belo vino iz bizeljsko-sremiškega vinorodnega okoliša. Ima čisto, svetlo rumeno barvo z značilnim zelenkastim odtenkom. Vino ima prijetno sadno cvetico, vonj pa je neizrazit z rahlim pridihom po nezrelih jabolkih. Okus je prijeten, saden, poln, z izraženo kislino.
V njegovi domovini ga priporočajo predvsem k perutnini, k zelenjavnim in suhomesnatim jedem. Ponudimo ga k perutninski rižoti, sladkemu in kislemu zelju s prekajenimi mesninami in k domači kuhani meseni klobasi.